# Trust (Boney James)
Trust è il primo album in studio del sassofonista statunitense Boney James, pubblicato nel 1992.

## Tracce
1. It's a Beautiful Thing – 5:05
2. Roadrunner – 4:14
3. Lily – 5:36
4. Kyoto – 5:16
5. Another Place, Another Time – 5:12
6. Creepin' – 3:39
7. Personal Touch – 4:34
8. Trust – 4:41
9. Metropolis – 4:36